# Église San Cesareo de Appia
L'église San Cesareo de Appia (en français : église Saint-Césaire-de-l'Appia), également appelée San Cesareo in Palatio, est une église romaine située dans le rione de Celio à proximité du mont Palatin au tout début de la via Appia. Elle est dédiée à Saint Césaire de Terracina, un diacre et martyr du IIe siècle.

## Historique

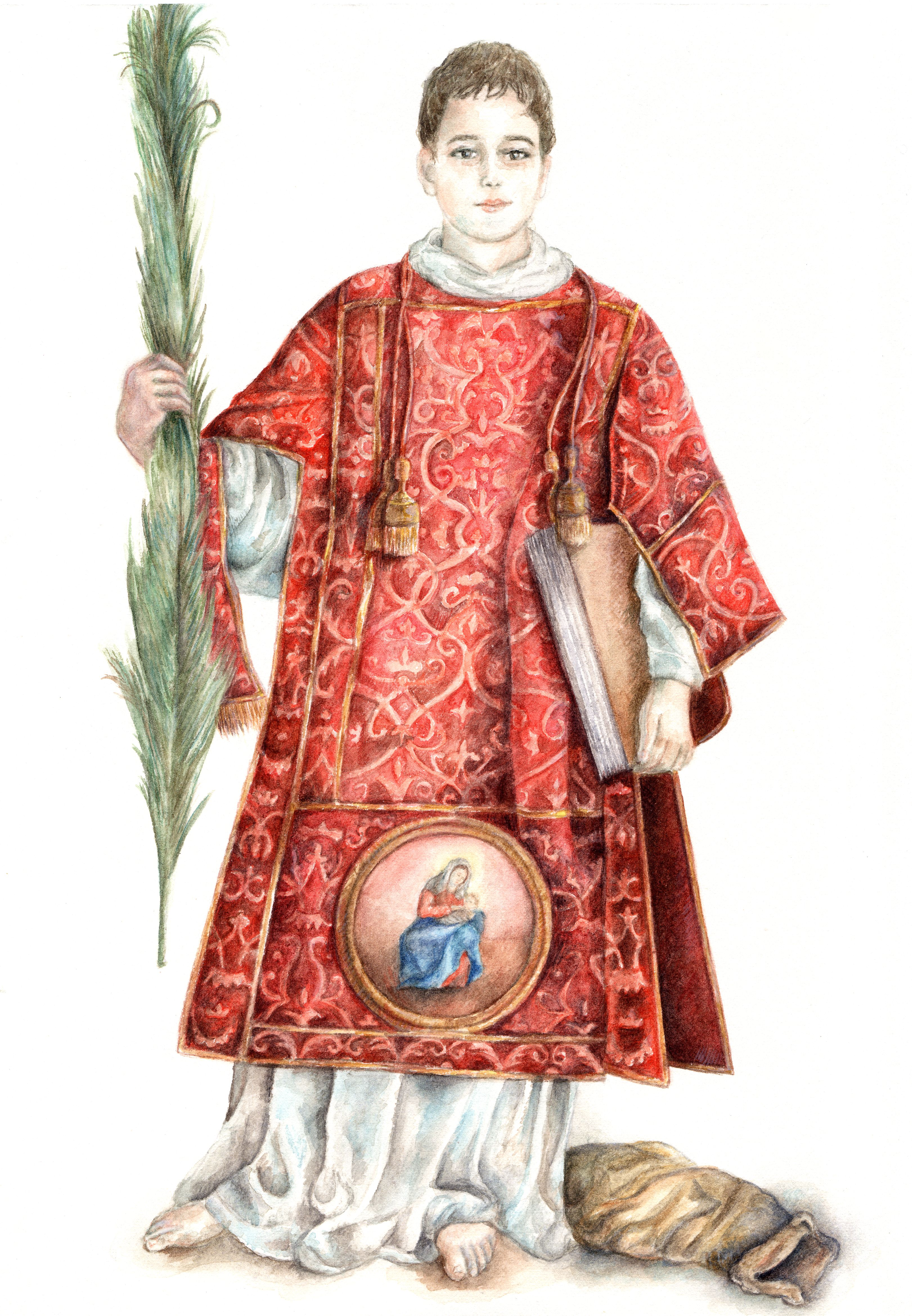
Césaire de Terracina, diacre et martyr de Terracina, dédicataire de l'église.

Les origines de cette église remontent au VIIIe siècle avec les vestiges d'un édifice de culte romain retrouvé dans les souterrains et de bains romains avec une mosaïque de Neptune datant du IIIe siècle. Au XIVe siècle elle est donnée aux croisés et aux pèlerins pour faire fonction d'hôpital, au XVe siècle elle est confiée aux prêtres de l'église San Sisto Vecchio puis à ceux de l'église Santi Nereo e Achilleo.
Elle est complètement restructurée tout à la fin du XVIe siècle sur décision du pape Clément VIII et ornée en 1602 d'œuvres du Cavalier d'Arpin et de Cesare Rossetti (en). Elle est alors allouée aux frères Somaschi. C'est à cette époque que sont transférées les mosaïques du XIIe siècle qui ornent l'abside et qui proviennent du transept de la basilique Saint-Jean-de-Latran, alors en phase de restauration. En 1600 est également instauré le titre cardinalice San Cesareo in Palatio hébergée dans cette église.
Une dernière restauration eut lieu de 1955 à 1963. Le cardinal Karol Wojtyła fut titulaire du titre cardinalice de l'église.

## Architecture et décorations
La façade est de Giacomo della Porta et possédait à l'origine des fresques aujourd'hui disparues. L'église est composée d'une nef unique et possède un important plafond à caisson en bois. L'imposant maître-autel de style cosmatesque provient de la basilique Saint-Jean-du-Latran et les mosaïques de l'abside représentant Dieu-le père sont du Cavalier d'Arpin.

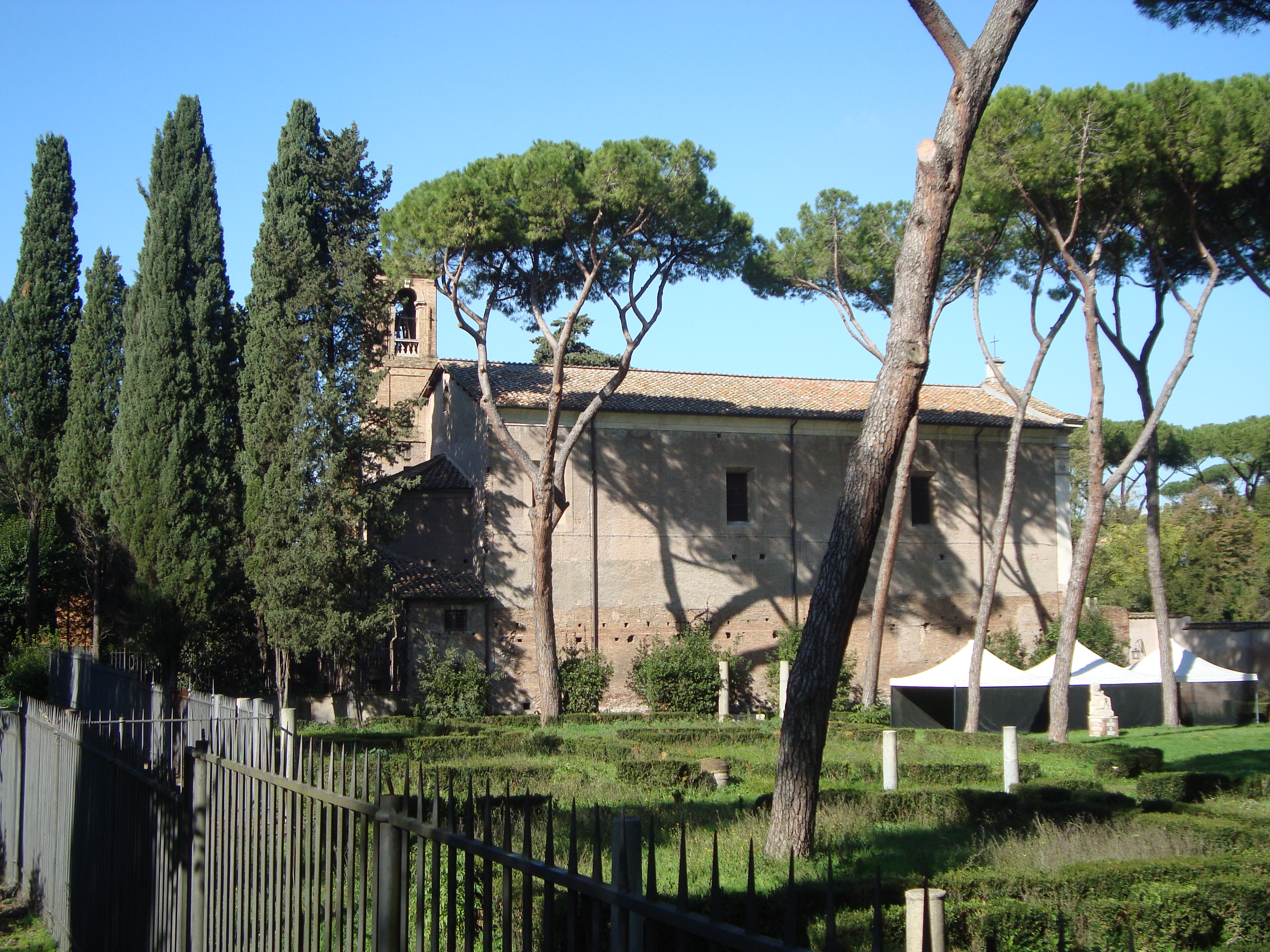
Vue latérale et cloître
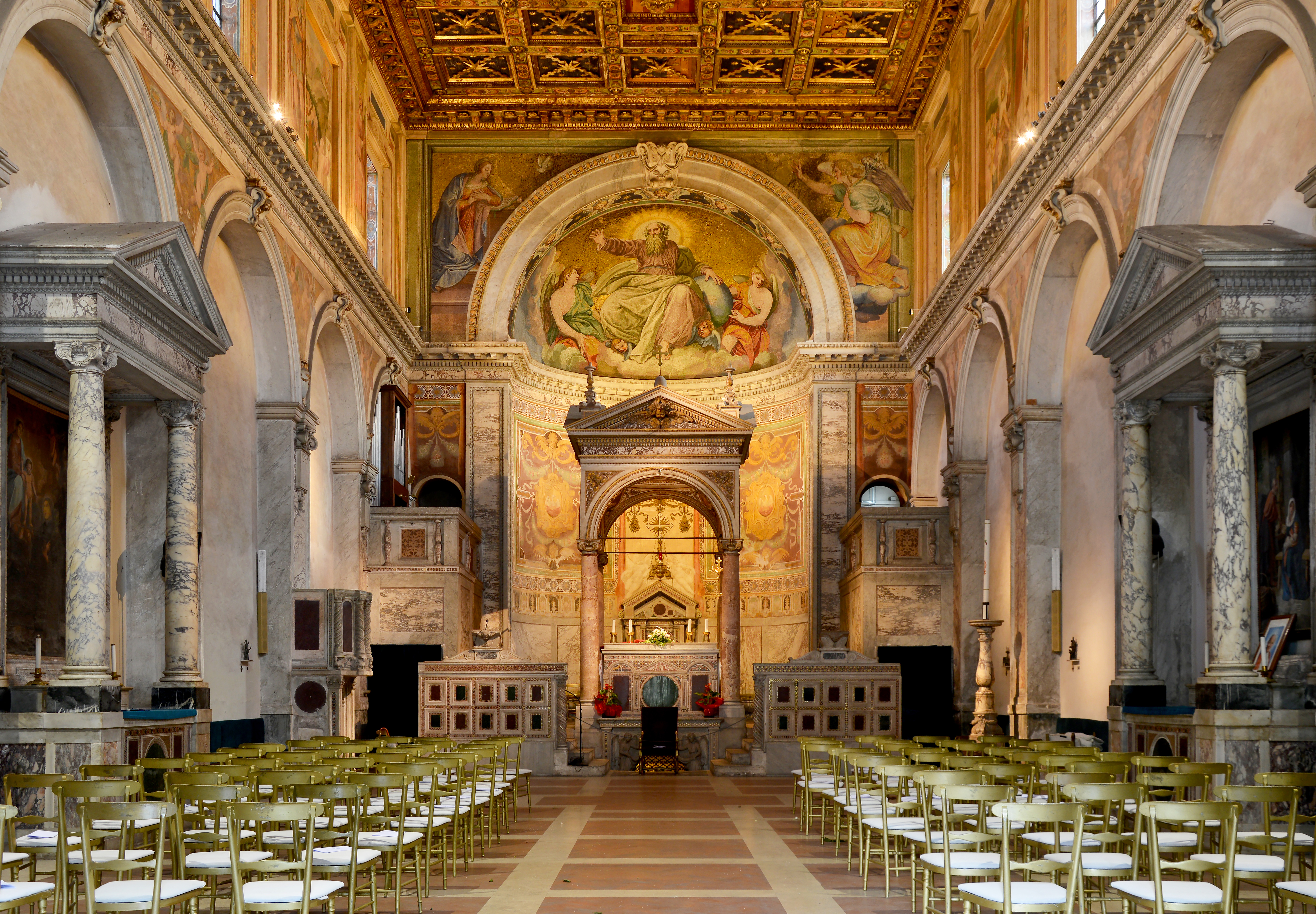
Autel et mosaïques de l'abside du Cavalier d'Arpin
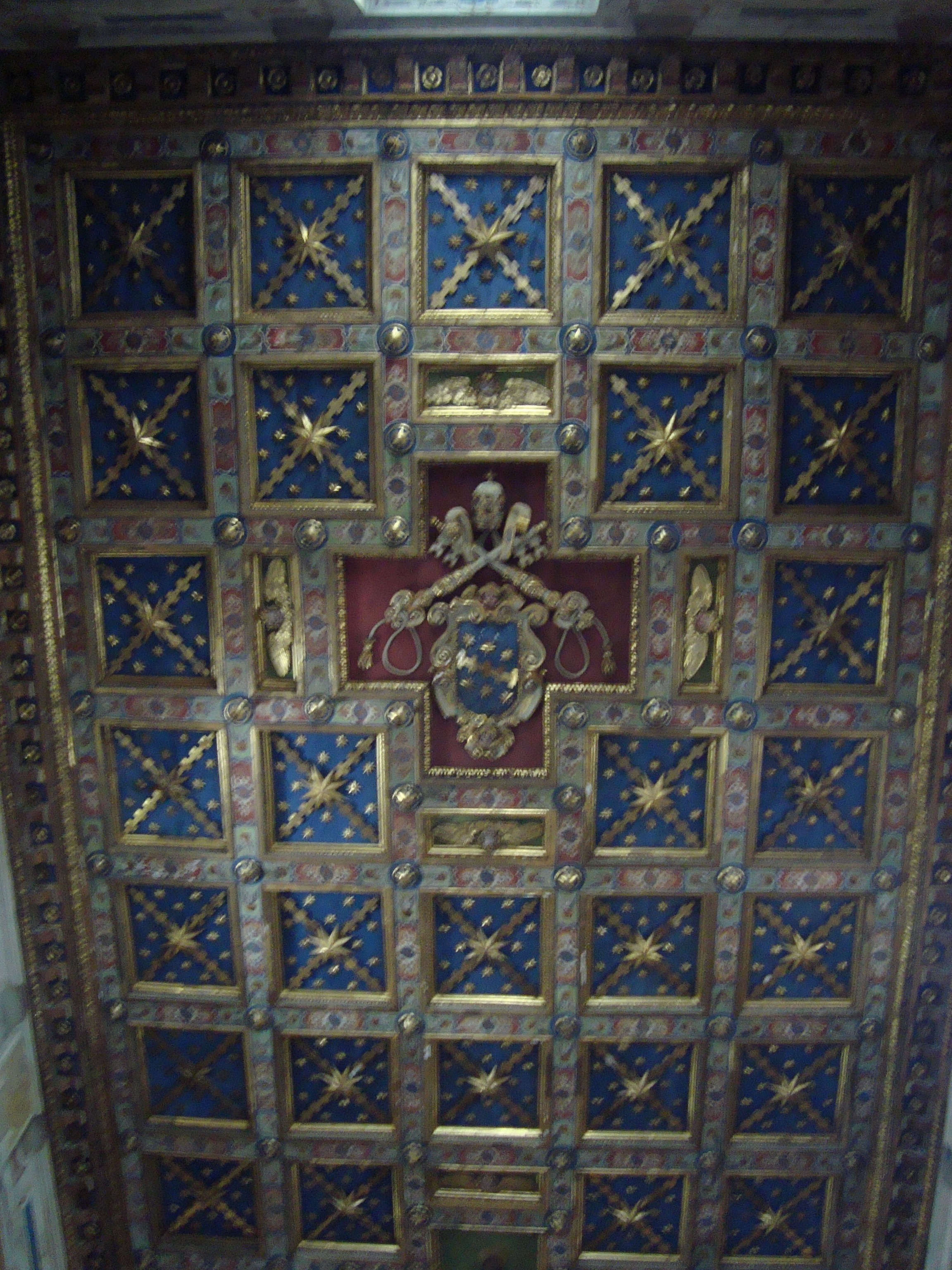
Le plafond à caissons
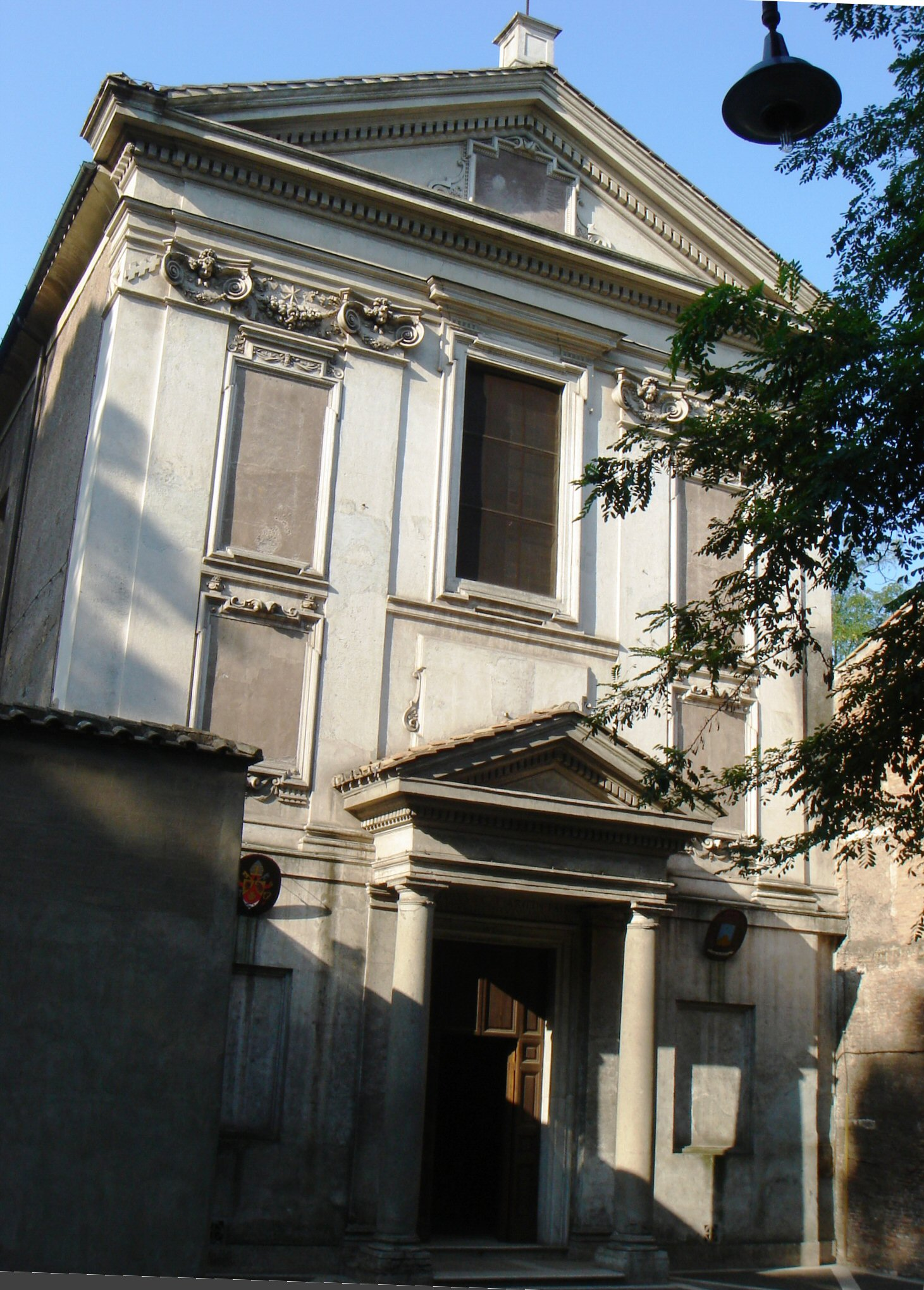
Façade
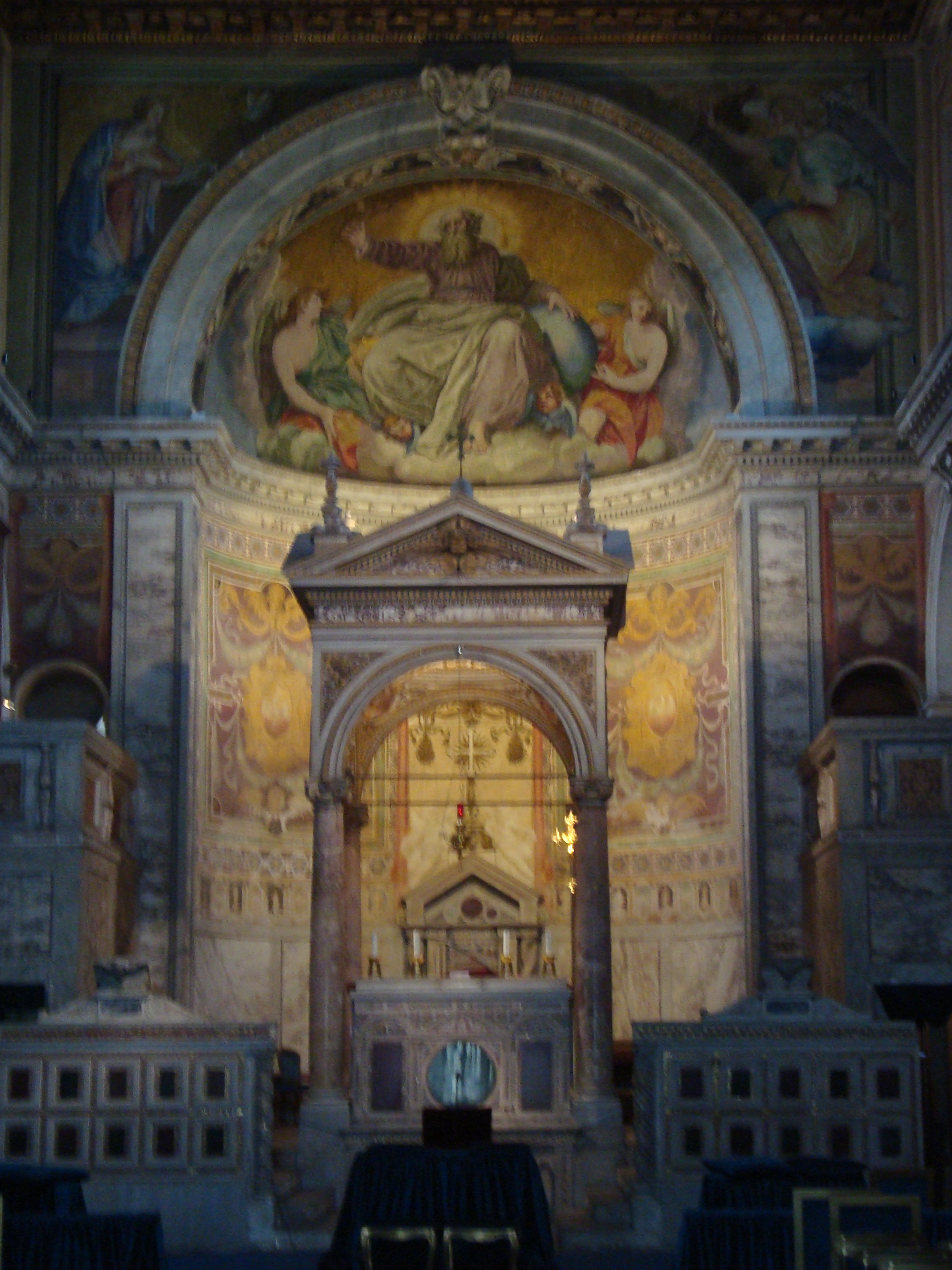
Autel, provenant de St Jean de Latran